# Vincent de Tinténiac
Vincent de Tinténiac, né vers 1764 à Quimper, paroisse de Saint-Julien (la famille de Tinténiac possédait le château de Quimerc'h en Bannalec), tué au château de Coëtlogon le 18 juillet 1795, était un général français qui s'est illustré pendant la chouannerie et est connu sous le nom de "Chevalier de Tinténiac" et son surnom "Le loup blanc". Il était le fils de François-Hyacinthe de Tinténiac et de Anne Antoinette de Kersulgen, et le frère de Hyacinthe de Tinténiac.

## Biographie
Avant la Révolution française, il avait servi comme lieutenant dans la Marine royale mais avait démissionné.
En 1791, il rejoignit l'Association bretonne de Armand Tuffin de La Rouërie, où il servit comme agent de liaison entre la Bretagne et Jersey. 
La chute de l'association ne mit pas fin à ses activités, en 1793, lors de la guerre de Vendée, il transmit aux Vendéens les dépêches qui proposaient l'aide britannique aux Vendéens si ceux-ci parvenaient à prendre un port. 
En 1794, Tinténiac aida Joseph de Puisaye à prendre la tête de la chouannerie. Il participa activement au débarquement des émigrés à Quiberon et fut nommé pour l'occasion maréchal de camp, et prit la tête d'une division de chouans.
Chargé lors de la bataille de prendre les républicains à revers, il dut se détourner, sur ordre, vers Saint-Brieuc. Ce fut lors de ce trajet que Tinténiac fut tué lors d'une escarmouche au château de Coëtlogon, le 18 juillet 1795. Car Tinténiac qui, dès les premiers coups de fusil était sorti prendre la tête de ses hommes, fut frappé au cœur par une balle républicaine et tué sur le coup.
Un roman historique de Théophile Briant Les Amazones de la Chouannerie, paru en 1938, s'inspire de la vie du chevalier de Tinténiac et de son amour avec l’héroïne légendaire Jacquemine, au travers des épisodes tragiques des combats de la chouannerie bretonne.

## Sources et bibliographie
- Théophile Briant, Les Amazones de la Chouannerie histoire romancée dont il est le héros, éditions Sorlot, 1938. Éditions Sorlot Lanore, 1996.

## Iconographie
Geoffroy Dauvergne (1922-1977), peinture monumentale peinte: a fresco, dans le réfectoire du collège Théophille Briant de Tinteniac, datée Et signée 1955, représentant le chevalier au travers le roman Les Amazones de la Chouannerie, développée sur 60 mètres carrés
- Notices d'autorité :   - BnF (données)